# Muna Singh
Muna Singh, né le 8 mars 1970 et mort le 13 avril 2023,, est un pilote de rallye zambien.

## Palmarès
- Double champion d'Afrique des rallyes, en 2004 et 2005, sur Subaru Impreza WRX (copilote David "Dave" Sihoka).

### 6 victoires en ARC
- 2001, 2007, 2009 et 2010 : Rallye de Zambie (sur Subarru Impreza les 4 fois, toujours avec D. Sihoka) ;
- 2004 : Rallye du Zimbabwe ;
- 2007 : Rallye de Tanzanie ;
  - 2e du rallye de Zambie : 1997 (avec Malcolm Ross sur Golf GTI), 2003, 2004 et 2005 (3e en 1998);
  - 2e du rallye du Zimbabwe : 2008 (ARC) et 2010.